# Patrick Simon (pilote automobile)
Pour les articles homonymes, voir Simon et Patrick Simon.
Pas d'image ? Cliquez ici
Patrick Simon, né le 11 avril 1975 à Wiesbaden est un pilote automobile allemand. En 2011, il remporte le titre de Formule Le Mans dans le championnat Le Mans Series.

## Biographie
En 2007, il participe à deux courses du championnat ADAC GT Masters.
En 2011, il s'apprête à participer aux 24 Heures du Nürburgring, à bord d'une Volkswagen Golf modifiée.

## Palmarès
- 2011 :

Le Mans Series (catégorie Formule Le Mans) : Champion,